# Курятина

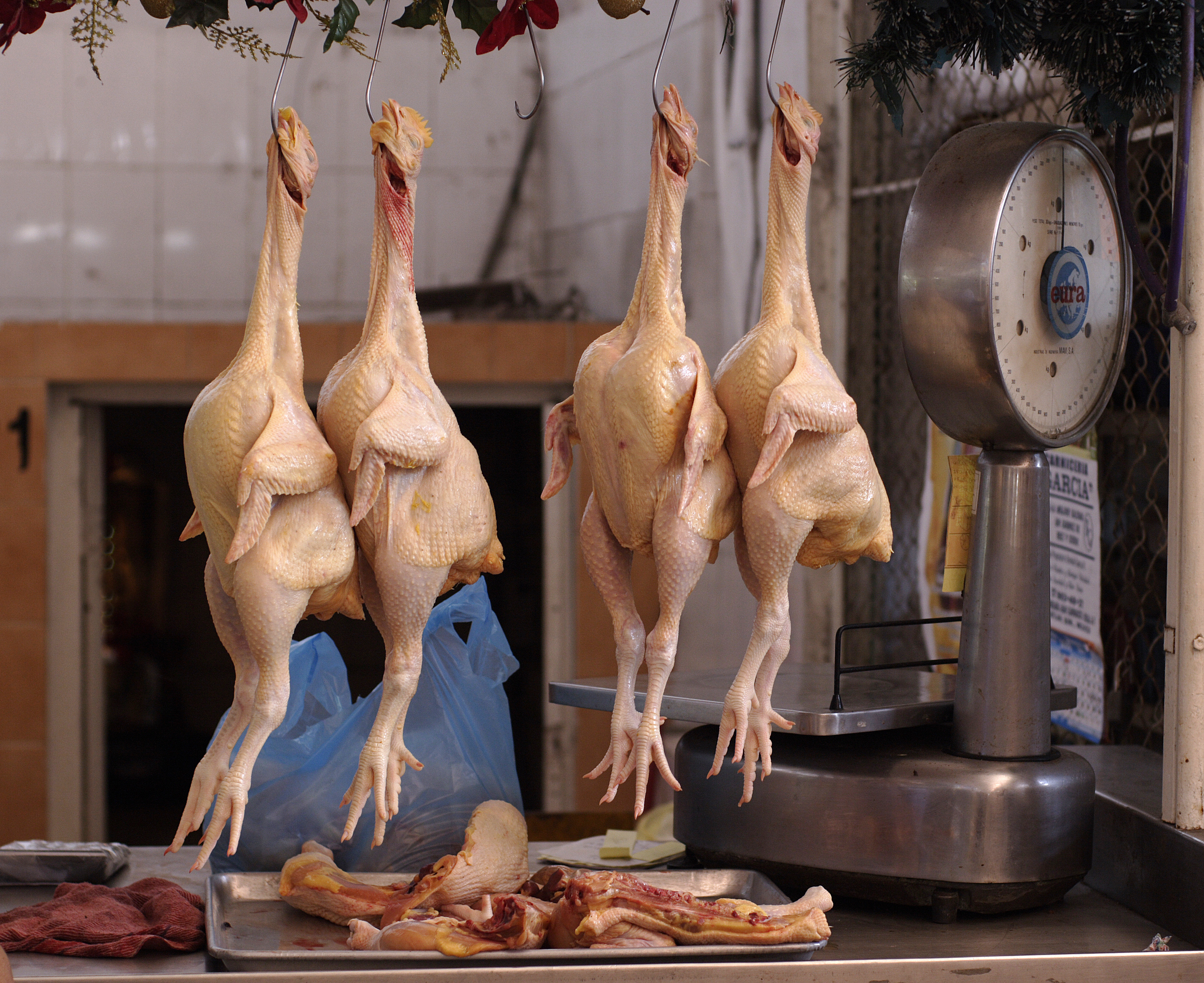
Курчата на ринку в Мексиці

Курятина — м'ясо курей, цей вид пташиного м'яса є найпоширенішим у світі. М'ясо курей містить 2,5 — 13,1 % жирів, 20,3 — 22,4 % білків. З курей готують різноманітні перші і другі страви, холодні та гарячі закуски; куряче м'ясо використовують також для приготування різних салатів.
Вік курей визначається за кольором шкіри і виду ніжок. У молодої птиці шкіра, як правило, біла, ніжна, на ній чітко (особливо під крильцями) розрізняються прожилки, ніжки вкриті дрібними лусочками. У старої курки шкіра груба, жовтуватого відтінку. Ніжки старої курки тверді та покриті грубою великою лускою з вапняними наростами. Вік птахів можна визначити за величиною шпор: у молодих півнів (до 6 місяців) замість шпор м'які невеликі горбки; у дорослих — великі окостенілі шпори, що досягають 2 см і більше. Вік курей і півнів можна визначити також по кінчику грудної кістки: у старої птиці він закостенів і майже не згинається, у молодої — еластичний і гнучкий.
Для приготування бульйона краще брати тушку дорослою, але не дуже старої птиці середньої вгодованості, так як з курчат і зі старих курей відвари виходять недостатньо прозорими і мало запашними. Якщо на тушці є надлишки жиру, їх треба зрізати, і перетопити використовувати в паштети, для підсмажування м'яса птиці тощо. Жир зрізають переважно з нижньої частини черевця.
Для смаження придатні нестарі кури і півні середньої та вище середньої вгодованості. М'ясо старої птиці краще всього використовувати для приготування рубаних виробів: котлет, тефтелей, биточків та ін. З курячих кісток, після того як з них зрізано м'ясо, можна зварити невелику кількість міцного бульйону.
Для холодних закусок (курка заливна, під майонезом та ін.), а також для додавання в салати вживають тушки будь-якої вгодованості і віку.